# Fundacja Court Watch Polska
Fundacja Court Watch Polska (FCWP) – pozarządowy i niezależny ośrodek strażniczy i think-tank specjalizujący się w działalności edukacyjnej, analitycznej i naukowej w dziedzinie prawa, praworządności, wymiaru sprawiedliwości i poprawy świadomości prawnej społeczeństwa z siedzibą w Toruniu.

## Działalność
Fundacja Court Watch Polska powstała w kwietniu 2010 w Toruniu. W skład Zarządu wchodzą: Bartosz Pilitowski (Prezes) oraz Stanisław Burdziej i Michał Popiela. FCWP posiada przedstawicieli w kilkunastu miastach w Polsce. FCWP posiada status organizacji pożytku publicznego.
Jako cele FCWP wymienia:
- upowszechnianie wiedzy o wymiarze sprawiedliwości i postępowaniu sądowym,
- promocję postaw obywatelskich w stosunku do wymiaru sprawiedliwości,
- poprawę jakości pracy wymiaru sprawiedliwości, w tym w szczególności pracy sądów.

Wśród działań FCWP są m.in.:
- organizowanie systematycznego monitorowania pracy sądów przez obywateli, którzy biorą udział w rozprawach jako bezstronni obserwatorzy[5],
- prowadzenie szkoleń i innych działań upowszechniających informacje na temat praw przysługujących przed sądem oraz obowiązków sądu w stosunku do uczestników postępowania, jak i osób trzecich,
- publikowanie raportów i rekomendacji[6], z których z najszerszym odbiorem w mediach, prasie branżowej i naukowej spotyka się coroczny raport „Obywatelski Monitoring Sądów”[7][8][9][10].

### Obywatelski Monitoring Sądów
Obywatelski Monitoring Sądów polega na uczestniczeniu przeszkolonych wolontariuszy Fundacji w rozprawach sądowych. Nie reprezentują oni żadnej ze stron, ale obserwują przebieg postępowania ze szczególnym uwzględnieniem pracy sądu (sędziów i pracowników sądu) i sposobu, w jaki realizowane są prawa przysługujące uczestnikom postępowania oraz w jaki sposób są oni traktowani i w jakich warunkach stają przed sądem. Obserwatorzy Fundacji są wyposażeni przez nią w formularze z pomocą których dokonują obserwacji. 
W ramach Obywatelskiego Monitoringu Sądów łącznie ponad 3 tysiące wolontariuszy przekazało Fundacji przez pierwszych 10 lat jej działalności ponad 40 tysięcy obserwacji rozpraw sądowych.
Metodologia stosowana przez Fundację Court Watch Polska została opisana i wydana w języku angielskim przy wsparciu Biura Instytucji Demokratycznych i Praw Człowieka OBWE.

### Obywatelski Sędzia Roku
Fundacja przyznaje tytuł „Obywatelskiego Sędziego Roku”, który dotąd otrzymali:
- 2015 – Jarosław Gwizdak z Sądu Rejonowego Katowice-Zachód; wyróżnienia: Krystian Markiewicz i Marta Szczocarz-Krysiak, Artur Ozimek
- 2016 – Katarzyna Kościów-Kowalczyk z Sądu Rejonowego w Jaworze; wyróżnienie: Arkadiusz Krupa
- 2017 – Bartosz Łopalewski z Sądu Rejonowego w Nowym Sączu
- 2018 – Dorota Hildebrand-Mrowiec z Sądu Rejonowego w Zamościu[15]
- 2019 – Marta Warywoda-Kożuchowska z Sądu Rejonowego Warszawa-Wola; wyróżnienie: Marzena Korzonek
- 2020 – Włodzimierz Wróbel[16]

### Centrum Sprawiedliwości Naprawczej
W 2013 FCWP w partnerstwie z Uniwersytetem Mikołaja Kopernika, Uniwersytetem w Białymstoku i Uniwersytetem Gdańskim rozpoczęła projekt Centrum Sprawiedliwości Naprawczej mającego na celu przeniesienie na polski grunt doświadczeń amerykańskich w stosowaniu modelu „Community Court” polegającego na ścisłej współpracy sądu z organizacją pozarządową. Projekt został wpisany do Strategii Modernizacji Przestrzeni Sprawiedliwości na lata 2014–2020 Ministerstwa Sprawiedliwości, a przedstawiciel Fundacji został powołany przez Ministra Sprawiedliwości do Rady Społecznej ds. Wdrożenia Strategii. Centra tworzone są także w Białymstoku i Wrocławiu.
W 2016 roku Wrocławskie Centrum Integracji powołało do istnienia Wrocławskie Centrum Sprawiedliwości Naprawczej. Fundacja Court Watch Polska jest jednym z jego partnerów strategicznych.

## Wyróżnienia
W 2016 Fundacja otrzymała Nagrodę Prezydenta RP „Dla Dobra Wspólnego” w kategorii „Dzieło” za „Projekt Obywatelski Monitoring Sądów”. W 2018 Bartosz Pilitowski został laureatem Nagrody Polskiej Rady Biznesu imienia Andrzeja Czerneckiego w kategorii "Działalność społeczna".